# Emma og Julemanden - Jagten på Elverdronningens hjerte
Emma og Julemanden - Jagten på Elverdronningens hjerte er en film instrueret af Søren Frellesen efter manuskript af Philip LaZebnik, Uffe Rørbæk Madsen, Jenny Lund Madsen.

## Handling
11-årige Emma er en fantasifuld pige, der føler sig glemt af sin store familie. Emma elsker eventyrlige væsner, og da hun møder selveste Julemanden Nicolas og hans kone Julie, bliver det begyndelsen på en hæsblæsende rejse ind i Elverriget. Sammen skal de nemlig redde Nicolas og Julies nyfødte datter fra den forbitrede Elverdronning, som har forbudt kærlighed i Elverriget. Emma får uventet hjælp af den nysgerrige elverdreng, Rod, og de opdager at for at få barnet tilbage og redde kærligheden i Elverriget, skal de finde Elverdronningens frosne hjerte.

## Medvirkende
- Lars Hjortshøj som Nicolas
- Camilla Bendix som Julie
- Sofia Callesen som Emma
- Malte Houe som Rud
- Charlotte Guldberg som Rikke
- Rune Tolsgaard som Towli
- Esben Pretzmann som Pind
- Mille Dinesen som Elverdronningen
- Caspar Philipson som Jesper
- Sigrid Kandal Husjord som Benz